# Raman Piatrushenka
Raman Piatrushenka ou Roman Petrushenko est un kayakiste biélorusse né le 25 décembre 1980 à Kalinkavitchy, pratiquant la course en ligne.

## Carrière
Aux Jeux olympiques d'été de 2012 à Londres, il est vice-champion olympique de kayak biplace 200 m avec Vadzim Makhneu, derrière les Russes Aleksandr Dyachenko et Yury Postrigay et devant les Britanniques Liam Heath et Jon Schofield.